# 폐번치현

1872년 12월의 일본 행정구역 전도

폐번치현(일본어: 廃藩置県 하이한치켄[*])은 메이지 유신 시기인 1871년 8월 29일(메이지 4년 7월 14일)에, 이전까지 지방 통치를 담당하였던 번을 폐지하고, 지방 통치 기관을 중앙 정부가 통제하는 부(府)와 현(縣)으로 일원화한 행정 개혁이다. 다만, 오키나와현의 근대사에서는 1879년(메이지 12년)에 류큐번을 폐지하고 오키나와현을 설치 사건을 가리키기도 한다.
약 300개에 달하는 번이 폐지되어 그대로 국가 직할의 현으로 전환되었으며, 이후 현은 통합과 폐합 과정을 거쳤다. 2년 전 시행된 판적봉환으로 지번사(知藩事)로 임명된 다이묘들에게는 번 수입의 10%가 지급될 것을 약속했으며, 도쿄 거주가 강제되었다. 지번사와 번사에 대한 봉급은 국가가 직접 지급할 의무를 지었으며, 이후 질록처분(秩禄処分)에 따라 점차 삭감되거나 폐지되었다. 또한, 번의 채무는 국가가 인수했다

## 배경
1868년 1월 3일에 일어났던 왕정복고의 쿠데타를 통해서 일어난 변화는 사실상 중앙정부의 대권이 도쿠가와 막부에서 조정으로 옮겨가는 변화 이외에는 없었기 때문에, 중앙집권을 위해서는 각 지역에 남아 있는 영지(번)의 존재를 어떻게든 처리해야만 하였다.
1869년 7월 25일, 274명의 다이묘에게 판적봉환(일본어: 版籍奉還)을 실시하여, 토지와 인민은 메이지 정부가 관리하게 되었지만 각 다이묘는 지번사(知藩事)로 번의 통치를 계속하였다. 하지만 구 덴료(天領, 에도 막부의 직할지)나 하타모토(旗本) 지배지 등은 정부 직할지로서 부(府)와 현(縣)을 설치하고 중앙정부에서 지사가 파견되었다. 이것을 부번현 삼치제(府藩縣三治制)라고 한다.
그런데 “번”이라는 제도상의 호칭은 이때 처음으로 정한 것이고, 에도 막부의 제도에는 “번”이란 호칭은 없었으므로, 공식적으로는 “번”이라는 호칭은 1869년의 판적봉환부터 1871년의 폐번치현까지의 단 2년간의 제도이다.
당시, 번과 부·현(정부직할지)의 구역 분할 방식은 복잡했고, 그 부번현삼치제는 비효율적이었다. 폐번치현의 주 목적은 넨구(年貢, 세금)를 신정부가 거두어 국가재정의 안정을 목적으로 한 것이며, 이것을 통해 구미 열강에 의한 식민지화를 피할 수 있는 힘을 기르려 하였다.
그러나 폐번치현은 당시 일본 전체에서 200만 명이 넘었던 번사(藩士)들을 대량 해고하는 것을 의미하였다. 게다가 메이지 정부의 군대는 각번에서 파견된 군대로 구성되어 있어서 제대로 통제되지 않았다. 그리고 각 번과 삿초(薩長, 사쓰마번과 조슈번) 신정부 사이의 대립, 신정부 내에서의 대립이 계속되었다. 어떤 인물들 그리고 번은 번의 재정 사정 악화를 이유로 정부에 폐번을 요구하기도 하였다.(이케다 요시노리(池田慶徳), 도쿠가와 요시카쓰, 호소카와 모리히사(細川護久), 난부번 등)

## 기슈번의 번정개혁
메이지 원년(1868년) 11월, 기슈번 제14대 번주 도쿠가와 모치쓰구로부터 번정 개혁의 전권을 위임받은 쓰다 이즈루(津田出)는 기슈 번 출신의 무쓰 무네미쓰를 만나 군현제와 징병령의 구상을 논의하였다. 메이지 2년(1869년) 7월, 무쓰 무네미쓰는 폐번치현에 관한 의견서를 제출하였으나 채택되지 못하고, 이후 쓰다 이즈루와 함께 기슈번의 번정 개혁에 참여하였다.
기슈 번의 번정 개혁은 군현제의 실시, 무익고(無益高, 번주나 번사들에게 지급하던 가록)를 10분의 1로 삭감하는 것, 카를 쾨펜(Carl Köppen)의 지도를 통한 프로이센식 서양 군대 창설, 사민개병의 징병 제도 마련, 만 20세 이상의 남성에 대한 징병 검사 실시 등을 포함하였다. 번주 아래에 집정(執政) 1인을 두어 번 전체를 통괄하게 하였고, 집정 아래에 참정공의인(参政公議人)을 두어 집정을 보좌하고 번과 중앙정부 간 연락을 담당하게 하였다. 또한 정치부와 공용국, 군무국, 회계국, 형법국, 민정국의 5국과 교육을 담당하는 학습관(현재의 와카야마 대학)을 설치하였다.
추가적으로, 번주의 가계 업무를 번정과 분리하는 번치직제를 새로 마련하여 봉건적 질서를 해체하였다. 무익고만을 받는 자는 성외(城外)로의 이주와 부업, 내직으로의 전환이 허가되었고, 이로 인해 기슈 번의 봉건제는 사실상 해체되었다.
덧붙여, 조슈번의 도리오 고야타(鳥尾小弥太)는 이 개혁에 무영(戊營) 부도독 차석으로 참여하였다. 이 개혁은 사이고 주도와 사이고 다카모리의 대리로 무라타 신파치(村田新八)와 야마다 아키요시가 시찰하였다. 이 개혁은 일본 근대 국가 건설의 모델 사례가 되었으며, 메이지 4년(1871년)의 폐번치현과 메이지 6년(1873년)의 징병령에 큰 영향을 미쳤다

## 실행 전야
메이지 정부 내부에서는 군사와 재정 측면에서 중앙집권 체제를 강화할 필요성이 점차적으로 지지를 얻고 있었다. 그러나 사쓰마번의 시마즈 히사미츠처럼 근대화와 중앙집권화에 반대하는 세력도 여전히 존재감을 유지하고 있었으며, 정부의 실력자였던 오쿠보 도시미치와 기도 다카요시 등은 점진적인 태도를 취하지 않을 수 없었다. 특히 압도적인 군사력을 보유한 사쓰마번의 동향은 큰 우려 요소였으며, 사쓰마번 출신 실력자들 또한 신중한 태도를 보이고 있었다. 이러한 상황에서 중간 관료들은 위기감을 더욱 느끼게 되었다.
메이지 3년 7월 4일(1870년 8월 19일), 야마구치번 출신인 병부소보 야마가타 아리토모의 아래에 모였던 같은 번 출신의 노무라 야스시(野村靖)와, 기슈번의 번정 개혁에 참여했던 도리오 고야타는 폐번치현을 즉각 단행할 것을 제안하였다. 야마가타는 즉시 찬성하며, 세 사람은 유력자 설득에 나섰다.
다음 날, 노무라와 도리오는 당시 대장성을 이끌며 재정 문제를 고민하던 이노우에 가오루를 설득하였고, 이노우에도 이에 동의하였다. 7월 6일(8월 21일)에는 이노우에가 기도 다카요시를, 야마가타가 사이고 다카모리를 설득하는 데 성공하였다. 사이고는 보신 전쟁 이후 사쓰마번의 사족 부양 문제에 고심하고 있었고, 번 체제의 한계를 느끼고 있었기에 이에 동의하였다. 사이고의 지지를 얻으면서, 중앙집권화를 목표로 하던 오쿠보와 기도 역시 찬성으로 돌아섰다.
폐번치현 계획은 당초 사쓰마번과 조슈번 간에 비밀리에 진행되었으며, 7월 9일(8월 24일)에 사이고 다카모리, 오쿠보 도시미치, 사이고 주도, 오야마 이와오, 기도 다카요시, 이노우에 가오루, 야마가타 아리토모 등 7명이 기도 저택에 모여 구체적인 계획을 수립하였다. 이후 공가 출신의 산조 사네토미, 이와쿠라 도모미, 그리고 도사번의 이타가키 다이스케, 사가번의 오쿠마 시게노부 등 주요 인물들의 찬성을 이끌어냈다. 예상되는 반발에 대응하기 위해, 사쓰마·조슈·도사 세 번 출신 병사들로 구성된 강력한 친병을 동원하여 반대 세력을 진압할 계획도 마련되었다.

## 실행

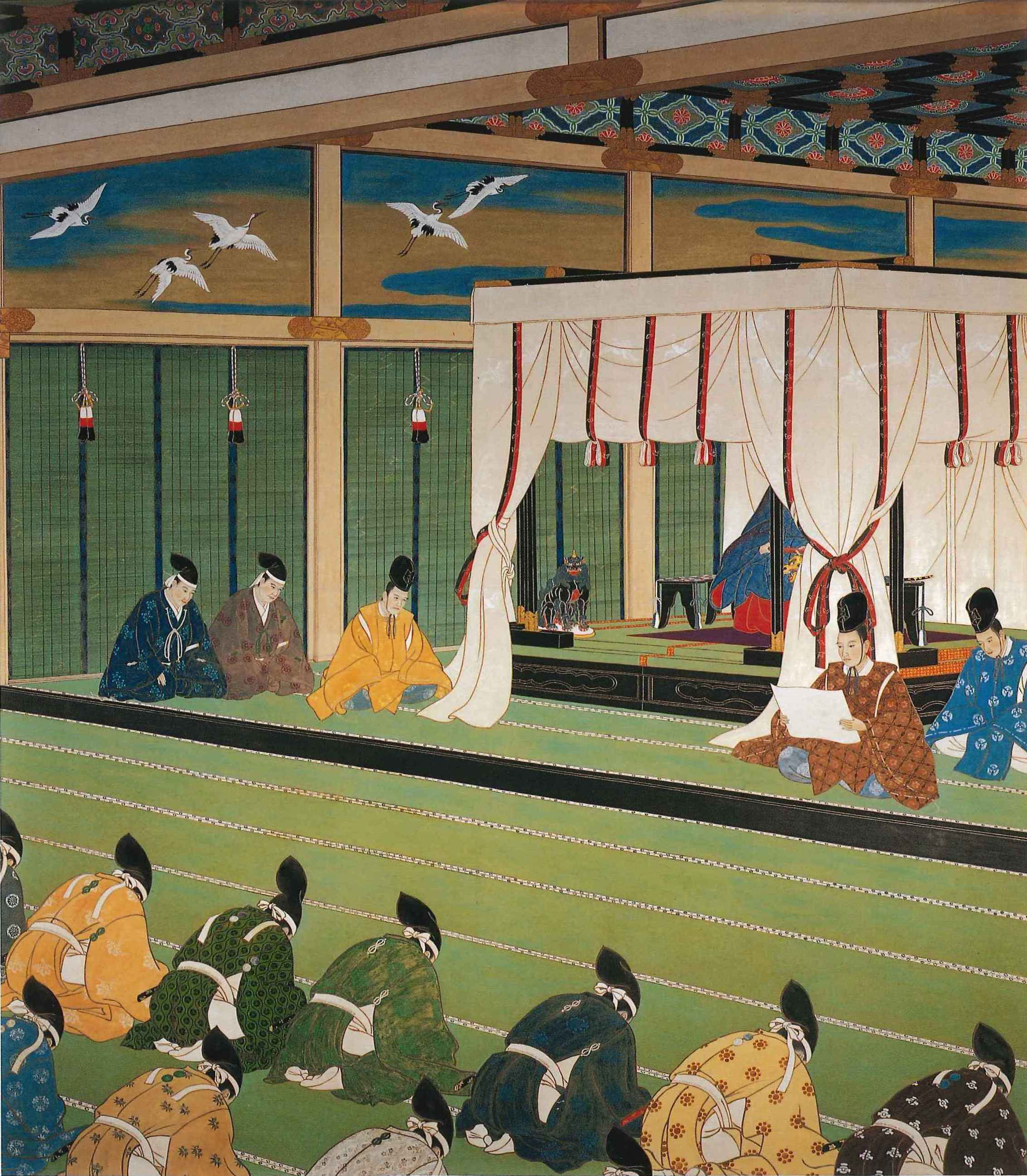
코보리 토모토 작, 『폐번치현』(세이토쿠 기념 회화관 소장)

1871년 8월 29일 14시, 메이지 정부는 도쿄 주재 지번사들을 황거에 모은 뒤 그들에게 폐번치현을 명했다
1871년 8월 29일(메이지 4년 7월 14일), 폐번치현의 칙령이 공표되었다. 오전 10시, 가고시마번 지사 시마즈 다다요시, 야마구치번 지사 모리 모토노리, 사가번 지사 나베시마 나오히로, 고치번 지사 대리 이타가키(板垣)가 소환되었으며, 폐번치현의 칙령이 낭독되었다. 이어서 나고야번 지사 도쿠가와 요시카츠, 구마모토번 지사 호소카와 모리히사, 돗토리번 지사 이케다 요시토쿠(池田慶徳), 도쿠시마번 지사 하치스카 모치아키(蜂須賀茂韶)에게도 칙령이 전달되었다. 오후에는 이들 외에도 교토에 머물고 있던 56번의 번 지사들이 소집되어, 칙령이 하달되었다.
폐번치현의 결과, 각 번은 현으로 재편되었으며, 지번사(知藩事, 이전의 번주)는 면직되고 도쿄로 이주하라는 명령을 받았다. 옛 번주의 가문에는 과거 번 수입의 10%가 지급되었고, 이들은 번사의 가록 지급 의무와 번의 채무로부터 해방되었다. 각 현에는 중앙 정부에서 파견된 현령이 지번사를 대신하여 임명되었다. 또한, 같은 날 각 번에서 발행된 번찰(藩札)은 당일 시세에 따라 정부가 발행한 지폐로 교환할 수 있음을 공표했다.
당초 각 번을 그대로 현으로 전환했기 때문에 지금 일본의 도도부현보다 훨씬 세분화된 형태로, 총 3부(府) 302현이 존재했다. 당시에는 번마다 영지가 분산된 경우가 많아 지역적 통합성도 부족했다. 이에 따라 1871년(메이지 4년 10월~11월)에 이르러 3부 72현으로 통합되었다(제1차 부현 통합). 이후 같은 해 12월, 이 부현의 순서가 공표되었는데, 도쿄·교토·오사카의 3부가 먼저 정해지고, 그 뒤로 가나가와·효고·나가사키·니가타 4현이 정해졌다. 이는 메이지 정부가 개항지를 중요시했기 때문이었다.
그 후 현의 수는 점차 줄어들어 1872년(메이지 5년)에는 3부 69현, 1873년(메이지 6년)에는 3부 60현, 1875년(메이지 8년)에는 3부 59현, 1876년(메이지 9년)에는 3부 35현(제2차 부현 통합)으로 통합이 진행되었다. 그러나 통합으로 인해 면적이 지나치게 커지면서 지역 간 대립이 발생하거나 행정 업무가 과도해지는 등의 문제가 나타났다. 이에 따라 이후에는 분할이 진행되었고, 1881년(메이지 14년) 사카이현이 오사카부에 통합된 것을 제외하고는 1889년(메이지 22년)에 이르러 3부 42현으로 최종적으로 정착되었다.
통합된 부현의 경계는 옛 율령국 경계와 겹치는 경우가 많았으며, 재정적 부담을 견딜 수 있는 규모로 설정하기 위해 석고(石高)를 약 30~60만 석 정도로 조정하고, 이후에는 90만 석까지 확대했다.
또한, 새로운 현령 등 상층부 인사는 해당 현 출신자를 기용하지 않는 방침을 채택하여, 옛 번과의 연계를 끊으려 했다. 그러나 몇몇 유력 번에서는 이 방침이 완전히 관철되지 못했으며(1873년까지는 대부분의 동현인 현령이 교체되었다), 가고시마현령 오야마 쓰나요시처럼 수년에 걸쳐 현령을 맡으며 일종의 독립 정권과 같은 행동을 하는 사례도 있었다.
한편, 야마구치현(옛 조슈번)은 과거 "숙적"이었던 구 막부 신하 출신의 현령을 파견하여 성공을 거두었고, 이를 통해 지방 행정에서 조슈파의 발언권을 확립했다. 이러한 제한은 문관 임용 제도가 확립된 1885년(메이지 18년)경까지 이어졌다.

## 결과
폐번치현은 헤이안 시대 후반부터 이어온 봉건적 토지 지배 방식을 근본적으로 부정하는 것으로, 메이지 유신의 최대 개혁이라 말할 수 있다. 그러나 오쿠마 시게노부가 건의한 "전국 일치의 정치 체제"의 설립까지는 많은 법제적 정비가 필요하였다. 이는 이와쿠라 사절단의 외유 중 사이고 다카모리에 의한 부재정부에서 실시하게 된다. 부재정부는 징병령·학제 공포·사법 개혁·지조 개정 등 새로운 제도를 실시한다.

## 부·현 목록
여기에 명시된 부·현 목록은 1871년 8월 29일(메이지 4년 7월 14일) 당시 기준이다.

#### 홋카이도·도호쿠 지방
- 다테현(館県)　히로사키현(弘前県)　구로이시현(黒石県)
- 도나미현(斗南県, 아이즈번 소속)　시치노헤현(七戸県)　하치노헤현(八戸県)
- 모리오카현(盛岡県)　이치노세키현(一関県)　에사시현(江刺県)
- 이사와현(胆沢県)　센다이현(仙台県)　도메현(登米県)
- 스미다현(角田県)　나가무라현(中村県)　이와키 다이라현(磐城平県)
- 유나가야현(湯長谷県)　이즈미현(泉県)　미하루현(三春県)
- 다나구라현(棚倉県)　니혼마쓰현(二本松県)　후쿠시마현(福島県)
- 시라카와현(白河県)　와카마쓰현(若松県)　아키타현(秋田県)
- 이와사키현(岩崎県)　혼조현(本荘県)　가메다현(亀田県)
- 야시마현(矢島県)　마쓰미네현(松峰県)　오이즈미현(大泉県)
- 신조현(新庄県)　덴도현(天童県)　야마가타현(山形県)
- 가미노야마현(上山県)　요네자와현(米沢県)

#### 간토 지방
- 마쓰오카현(松岡県)　미토현(水戸県)　히타치 시시도현(宍戸県)
- 가사마현(笠間県)　시모다테현(下館県)　시모쓰마현(下妻県)
- 아소우현(麻生県)　이시오카현(石岡県)　쓰치우라현(土浦県)
- 시즈구현(志筑県)　우시쿠현(牛久県)　와카모리현(若森県)
- 마쓰카와현(松川県)　류가사키현(龍崎県)　다코현(多古県)
- 오미가와현(小見川県)　다가오카현(高岡県)　유키현(結城県)
- 고가현(古河県)　세키야도현(関宿県)　사쿠라현(佐倉県)
- 오유미현(生実県)　가쓰시카현(葛飾県)　소가노현(曾我野県)
- 기쿠마현(菊間県)　쓰루마키현(鶴牧県)　쓰루마이현(鶴舞県)
- 사쿠라이현(桜井県)　구루리현(久留里県)　이노현(飯野県)
- 고쿠보현(小久保県)　사누키현(佐貫県)　마쓰오현(松尾県)
- 이치노미야현(一宮県)　오타키현(大多喜県)　미야자쿠현(宮谷県)
- 나가오현(長尾県)　하나부사현(花房県)　다테야마현(館山県)
- 가치야마현(加知山県)　우쓰노미야현(宇都宮県)　오타와라현(大田原県)
- 구로바네현(黒羽県)　가라스야마현(烏山県)　모테기현(茂木県)
- 미부현(壬生県)　후키아게현(吹上県)　사노현(佐野県)
- 아시카가현(足利県)　닛코현(日光県)　다테바야시현(館林県)
- 나노카이치현(七日市県)　오바타현(小幡県)　안나카현(安中県)
- 누마타현(沼田県)　마에바시현(前橋県)　다카사키현(高崎県)
- 이세사키현(伊勢崎県)　이와바나현(岩鼻県)　가와고에현(川越県)
- 오시현(忍県)　이와쓰키현(岩槻県)　우라와현(浦和県)
- 고스케현(小菅県)　도쿄부(東京府)　시나가와현(品川県)
- 가나가와현(神奈川県)　무쓰우라현(六浦県)　오다와라현(小田原県)
- 오기노 야마나카현(荻野山中県)

#### 주부 지방
- 사도현(佐渡県)　무라카미현(村上県)　미쓰카이치현(三日市県)
- 구로카와현(黒川県)　시바타현(新発田県)　무라마쓰현(村松県)
- 미네야마현(峰岡県)　니가타현(新潟県)　가시와자키현(柏崎県)
- 요이타현(与板県)　시이야현(椎谷県)　다카다현(高田県)
- 기요자키현(清崎県)　도야마현(富山県)　가나자와현(金沢県)
- 가이쇼지현(大聖寺県)　마루오카현(丸岡県)　후쿠이현(福井県)
- 가쓰야마현(勝山県)　오오노현(大野県)　혼포현(本保県)
- 사바에현(鯖江県)　오바마현(小浜県) 고우후현(甲府県)
- 이와무라다현(岩村田県)　고모로현(小諸県)　우에다현(上田県)
- 마쓰시로현(松代県)　스자카현(須坂県)　이이야마현(飯山県)
- 나가노현(長野県)　이나현(伊那県)　다카시마현(高島県)
- 다카토오현(高遠県)　이다현(飯田県)　마츠모토현(松本県)
- 다카야마현(高山県)　노무라현(野村県)　오가키현(大垣県)
- 다카토미현(高富県)　구조현(郡上県)　이와무라현(岩村県)
- 나에기현(苗木県)　가노현(加納県)　이마오현(今尾県)
- 가사마쓰현(笠松県)　니라야마현(韮山県)　시즈오카현(静岡県)
- 호리에현(堀江県)　다하라현(田原県)　도요하시현(豊橋県)
- 한바라현(半原県)　니시오히라현(西大平県)　오카자키현(岡崎県)
- 고로모현(挙母県)　니시오현(西尾県)　니시바타현(西端県)
- 가리야현(刈谷県)　시게하라현(重原県)　나고야현(名古屋県)
- 이누야마현(犬山県)

#### 긴키 지방
- 미야가와현(宮川県)　히코네현(彦根県)　야마가미현(山上県)
- 아사히야마현(朝日山県)　니시오지현(西大路県)　미나쿠치현(水口県)
- 제제현(膳所県)　오쓰현(大津県)　교토부(京都府)
- 요도현(淀県)　가메오카현(亀岡県)　소노베현(園部県)
- 아야베현(綾部県)　야마가현(山家県)　후쿠치야마현(福知山県)
- 사사야마현(篠山県)　가이바라현(柏原県)　마이즈루현(舞鶴県)
- 미야즈현(宮津県)　미네야마현(峰山県)　구미하마현(久美浜県)
- 이쿠노현(生野県)　이즈시현(出石県)　도요오카현(豊岡県)
- 무라오카현(村岡県)　단난현(丹南県)　사카이현(堺県)
- 하카타현(伯太県)　기사와다현(岸和田県)　요시미현(吉見県)
- 다카쓰키현(高槻県)　아사다현(麻田県)　오사카부(大阪府)
- 효고현(兵庫県) 아마가사키현(尼崎県)　산다현(三田県)
- 히메지현(姫路県)　아카이시현(明石県)　오노현(小野県)
- 미쿠사현(三草県)　다쓰노현(龍野県)　하야시다현(林田県)
- 아코현(赤穂県)　안지현(安志県)　야마자키현(山崎県)
- 미카즈키현(三日月県)　야기우현(柳生県)　고리야마현(郡山県)
- 고이즈미현(小泉県)　야나기모토현(柳本県)　시바무라현(芝村県)
- 다와라모토현(田原本県)　다카토리현(高取県)　구지라현(櫛羅県)
- 나라현(奈良県)　고조현(五條県)　와카야마현(和歌山県)
- 다나베현(田辺県)　신구현(新宮県)　나가시마현(長島県)
- 구와나현(桑名県)　고모노현(菰野県)　가메야마현(亀山県)
- 고베현(神戸県)　쓰현(津県)　히사이현(久居県)
- 와타라이현(渡会県)　도바현(鳥羽県)

#### 주고쿠 지방
- 돗토리현(鳥取県)　마쓰에현(松江県)　모리현(母里県)
- 히로세현(広瀬県)　하마다현(浜田県)　쓰야마현(津山県)
- 다즈타현(鶴田県)　마시마현(真島県)　오카야마현(岡山県)
- 가모가타현(鴨方県)　이쿠사카현(生坂県)　니와세현(庭瀬県)
- 아시모리현(足守県)　아사오현(浅尾県)　오카다현(岡田県)
- 다카하시현(高梁県)　나리와현(成羽県)　니미현(新見県)
- 구라시키현(倉敷県)　후쿠야마현(福山県)　히로시마현(広島県)
- 이와쿠니현(岩国県)　야마구치현(山口県)　기요스에현(清末県)
- 도요우라현(豊浦県)

#### 시코쿠
- 도쿠시마현(徳島県)　다카마쓰현(高松県)　마루가메현(丸亀県)
- 사이조현(西条県)　고마쓰현(小松県)　이마바리현(今治県)
- 마쓰야마현(松山県)　니야현(新谷県)　오즈현(大洲県)
- 요시다현(吉田県)　우와지마현(宇和島県)　고치현(高知県)

#### 규슈
- 후쿠오카현(福岡県)　아카즈키현(秋月県)　구루메현(久留米県)
- 야나가와현(柳河県) 미이케현(三池県)　가라쓰현(唐津県)
- 가시마현(鹿島県)　오기현(小城県)　하스노이케현(蓮池県)
- 사가현(佐賀県)　이즈하라현(厳原県)　히라도현(平戸県)
- 후쿠에현(福江県)　오무라현(大村県)　시마바라현(島原県)
- 나가사키현(長崎県)　히토요시현(人吉県)　구마모토현(熊本県)
- 도요쓰현(豊津県)　지즈카현(千束県)　나카쓰현(中津県)
- 히지현(日出県)　후나이현(府内県)　사이키현(佐伯県)
- 우스키현(臼杵県)　오카현(岡県)　모리현(森県)
- 히타현(日田県)　노베오카현(延岡県)　다카나베현(高鍋県)
- 사도와라현(佐土原県)　오비현(飫肥県)　가고시마현(鹿児島県)
- 기쓰키현(杵築県)

## 같이 보기
- 메이지 유신
- 왕정복고 (일본)
- 판적봉환
- 도도부현
- 일본의 도주제 논의